# Caranqui (Imbabura)
Caranqui es una parroquia urbana del cantón Ibarra, está ubicada al sur de la misma, en las faldas del Volcán Imbabura, en esta parroquia se encuentra un templo de piedra de origen Inca, donde según la tradición oral, se dice que en el mismo nació el Inca Atahualpa, hijo de la princesa Pacha con el Inca Huayna Cápac, conquistador de los territorios del norte.

## Historia
Los Caranquis empezaron, al parecer, a transformarse en un importante poblado durante el siglo X. Durante la invasión de los Incas bajo el mando del Inca Huayna Cápac, los Caranquis se unieron a otros pueblos como los Otavalos, Cayambis y Cochasquis para resistir la invasión. De estas sagas se recuerda la batalla de Atuntaqui, en la cual murió el último Regulo Shyri llamado Cacha, y la batalla de Yahuarcocha, donde un pequeño grupo de cerca de 3.000 soldados se enfrentó al ejército Inca, resultando derrotado el bando de los Caranquis y sus aliados.
La tradición reza que después de la terrible derrota, los Caranquis sobrevivientes decidieron elegir como su regente a la princesa Pacha, hija del difunto Regulo Cacha. Pacha al ser electa como regente de los Caranquis se casa con el Inca Huayna Cápac para evitar más represalias y terminar con la guerra, de este matrimonio nacerá el que sería el último Inca Atahualpa, y en el lugar de su nacimiento se erigió un pequeño templo existente hasta nuestros días.
Fiestas
- Los San Juanés
- Santuario Señor del Amor
- Gastronomía